# 坎坦赫斯森林國家公園
11°15′53″N 15°01′45″W / 11.26461°N 15.02930°W
坎坦赫斯森林國家公園（葡萄牙語：Parque Nacional de Cantanhez），是幾內亞比紹的國家公園，位於該國南部通巴利區，毗鄰與幾內亞接壤的邊境，成立於2007年，面積1,068平方公里。